# 오수나

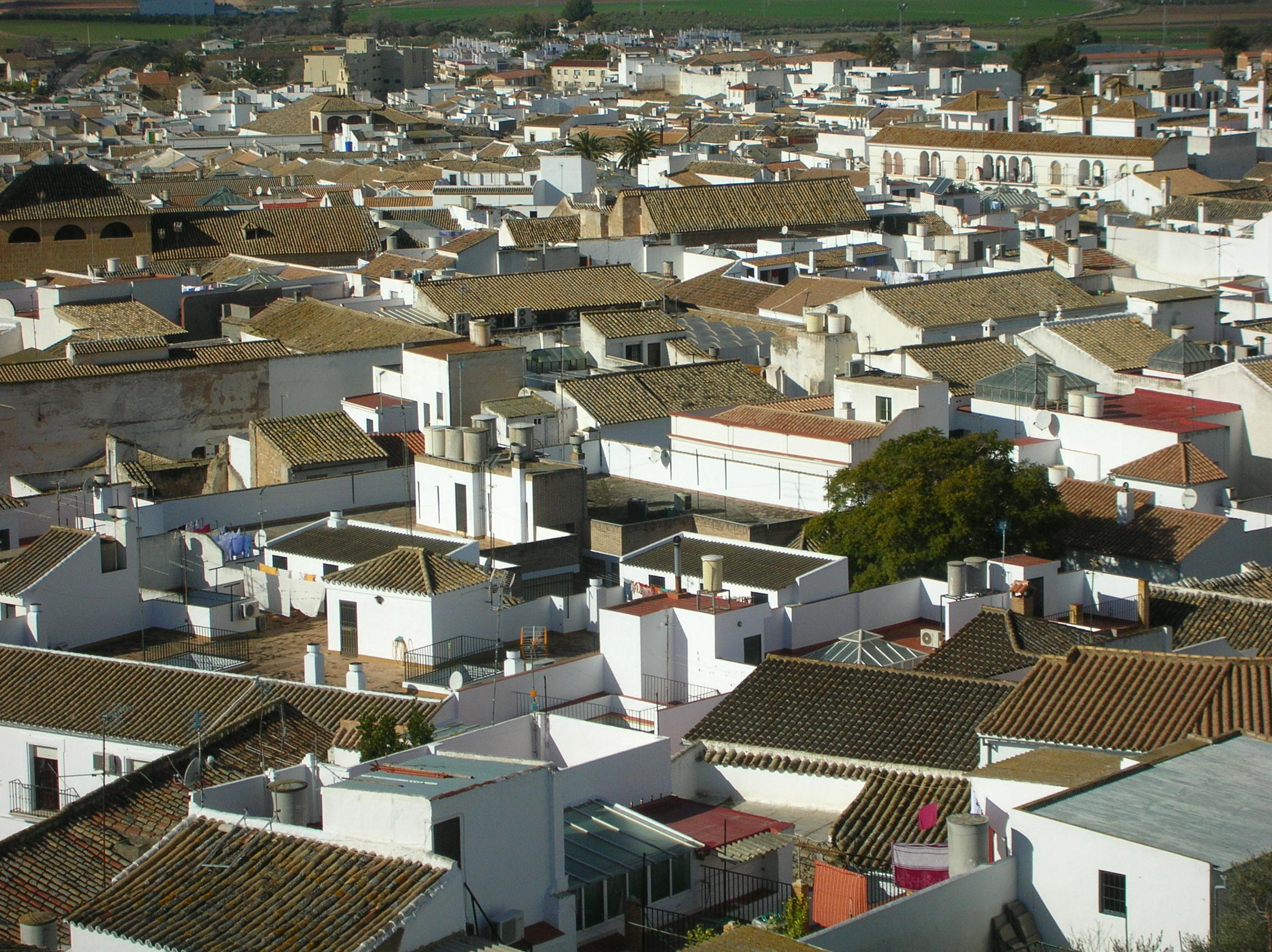
오수나

오수나(스페인어: Osuna)는 스페인 안달루시아 지방 세비야 주에 위치한 도시로 면적은 592.49km2, 높이는 328m, 인구는 17,851명(2016년 기준), 인구 밀도는 30명/km2이다.

시기
시 문장